# Dato Kvirkvelia
Davit "Dato" Kvirkvelia (en géorgien : დავით კვირკველია) est un footballeur international géorgien né le 27 juin 1980 à Lantchkhouti. Il joue actuellement au poste de défenseur dans l'équipe du Dinamo Batoumi.

## Biographie

### International
Le 2 avril 2003, il reçoit sa première sélection en équipe de Géorgie, lors du match Géorgie-Suisse au Stade Mikhaïl-Meskhi (0-0).

## Palmarès
Dinamo Tbilissi
- Champion de Géorgie en 2003, 2005 et 2014.
- Vainqueur de la Coupe de Géorgie en 2003, 2004 et 2014.
- Vainqueur de la Coupe de la CEI en 2004.

 Rubin Kazan
- Champion de Russie en 2008 et 2009.